# Kündigungsfristen im Arbeitsrecht
Dieser Artikel gibt eine Übersicht zu den Kündigungsfristen im Arbeitsrecht in Deutschland und Österreich sowie in der Schweiz.

## Rechtslage in Deutschland
Kündigungsfristen im Arbeitsrecht können sich in Deutschland ergeben aus dem Arbeitsvertrag, einem auf das Arbeitsverhältnis anwendbaren Tarifvertrag oder aus dem Gesetz, im Normalfall aus § 622 BGB.

### Gesetzliche Kündigungsfristen
§ 622 BGB enthält die gesetzlichen Kündigungsfristen für den Normalfall.

#### § 622 Abs. 1–3 BGB
§ 622 Abs. 1 BGB bestimmt eine Grundkündigungsfrist von 4 Wochen zum 15. oder letzten Tag eines Kalendermonats.
Für den Arbeitgeber erhöht sich nach § 622 Abs. 2 S. 1 BGB diese Frist nach einer Dauer des Arbeitsverhältnisses von
1. 2 Jahren auf 1 Monat zum Ende eines Kalendermonats,
2. 5 Jahren auf 2 Monate zum Ende eines Kalendermonats,
3. 8 Jahren auf 3 Monate zum Ende eines Kalendermonats,
4. 10 Jahren auf 4 Monate zum Ende eines Kalendermonats,
5. 12 Jahren auf 5 Monate zum Ende eines Kalendermonats,
6. 15 Jahren auf 6 Monate zum Ende eines Kalendermonats,
7. 20 Jahren auf 7 Monate zum Ende eines Kalendermonats.

§ 622 Abs. 2 Satz 2 BGB wurde zum 1. Januar 2019 aufgehoben. Er bestimmte, dass Zeiten vor dem 25. Lebensjahr nicht mitzuzählen sind. Der EuGH stellte fest, dass die Nichtberücksichtigung gegen das durch die Richtlinie 2007/08 konkretisierte Verbot der Altersdiskriminierung verstößt. Die Arbeitsgerichte rechneten die Beschäftigungsdauer auch vor Vollendung des 25. Lebensjahres an.
Nach § 622 Abs. 3 BGB kann während einer vereinbarten Probezeit, längstens für die Dauer von sechs Monaten, das Arbeitsverhältnis mit einer Frist von zwei Wochen gekündigt werden.

#### Gesetzliche Sonderregelungen
§ 622 BGB wird in Sonderfällen verdrängt durch speziellere gesetzliche Regelungen. § 86 SGB IX gilt zugunsten des Arbeitnehmers, schließt also eine längere Kündigungsfrist nach § 622 BGB nicht aus. §§ 22 BBiG, 113 Abs. 1 Satz 3 InsO und § 21 Abs. 4 Satz 1 BEEG weichen zum Nachteil des Arbeitnehmers von § 622 BGB ab. Ein befristetes Arbeitsverhältnis unterliegt nur dann der ordentlichen Kündigung, wenn dies einzelvertraglich oder im anwendbaren Tarifvertrag vereinbart ist (§ 15 Abs. 3 Gesetz über Teilzeitarbeit und befristete Arbeitsverträge (Teilzeit- und Befristungsgesetz – TzBfG)).
- Nach § 86 SGB IX ist bei der Kündigung eines schwerbehinderten Menschen immer eine Kündigungsfrist von mindestens vier Wochen einzuhalten.
- Nach § 22 Berufsbildungsgesetz kann in der Probezeit einem Auszubildenden jederzeit ohne Einhalten einer Kündigungsfrist gekündigt werden.
- Nach § 113 Abs. 1 Satz 3 Insolvenzordnung (InsO) beträgt die Kündigungsfrist für einen Insolvenzverwalter maximal drei Monate zum Monatsende.
- Nach § 21 Abs. 4 S. 1 Bundeselterngeld- und Elternzeitgesetz (BEEG) kann (nur) im Fall einer Elternzeitbefristung nach § 21 Abs. 1 BEEG der Arbeitgeber den befristeten Arbeitsvertrag „unter Einhaltung einer Frist von mindestens drei Wochen, jedoch frühestens zum Ende der Elternzeit kündigen“.

### Tarifvertragliche Kündigungsfristen
Nach § 622 Abs. 4 BGB können durch Tarifverträge abweichende, auch kürzere Fristen bestimmt werden, die dann im Geltungsbereich des Tarifvertrags auch von Nicht-Tarifgebundenen vereinbart werden können. In Tarifverträgen werden oft längere Kündigungsfristen vereinbart, je nach Dauer der Betriebszugehörigkeit, z. B. im öffentlichen Dienst in § 34 TVöD. Dort beträgt die Kündigungsfrist max. 6 Monate zum Schluss eines Quartals bei mehr als zwölfjähriger Beschäftigungsdauer.

### Einzelvertragliche Kündigungsfristen
Nach § 622 Abs. 5 BGB kann einzelvertraglich eine kürzere Kündigungsfrist als die in § 622 Abs. 1 BGB genannte nur vereinbart werden, wenn ein Arbeitnehmer zur vorübergehenden Aushilfe eingestellt ist, maximal drei Monate, oder wenn der Arbeitgeber in der Regel nicht mehr als 20 Arbeitnehmer ohne Auszubildende beschäftigt und die Kündigungsfrist noch mindestens vier Wochen beträgt. Teilzeitbeschäftigte Arbeitnehmer mit einer regelmäßigen wöchentlichen Arbeitszeit bis zu 20 Stunden sind bei der Feststellung der Anzahl der beschäftigten Arbeitnehmer mit 0,5 und mit nicht mehr als 30 Stunden mit 0,75 zu berücksichtigen.
Die Vertragsparteien sind frei, längere Kündigungsfristen zu vereinbaren. Gemäß § 622 Abs. 6 BGB ist es allerdings verboten, dass für einen Arbeitnehmer eine längere Kündigungsfrist als für den Arbeitgeber vereinbart wird. Zulässig sind lediglich sogenannte „Gleichstellungsklauseln“. Bei diesen verständigen sich die Arbeitsvertragsparteien darauf, dass die durch den Arbeitgeber einzuhaltenden Kündigungsfristen auch für den Arbeitnehmer gelten. Eine solche Regelung entfaltet immer dann Wirkung, wenn sich die Kündigungsfristen für den Arbeitgeber gemäß § 622 Abs. 2 BGB aufgrund zunehmender Betriebszugehörigkeit des Arbeitnehmers verlängern.

### Prozessuales
Die Nichteinhaltung einer vertraglichen, tarifvertraglichen oder gesetzlichen Kündigungsfrist sollte bei einer Kündigung durch den Arbeitgeber innerhalb der dreiwöchigen Klagefrist nach § 4 KSchG durch eine Klage beim Arbeitsgericht angegriffen werden. Die Rechtsprechung des Bundesarbeitsgerichts (BAG) ist uneinheitlich, jedenfalls unübersichtlich. Der 5. Senat des BAG hat eine anderslautende frühere Rechtsprechung mit dem Urteil vom 1. September 2010 aufgegeben. Der 6. Senat geht hingegen davon aus, dass die Kündigungsfrist auch außerhalb der Dreiwochenfrist geltend gemacht werden kann.

### Sozialversicherungsrechtliche Probleme bei Nichteinhaltung der ordentlichen Kündigungsfrist
Wenn bei Beendigung eines Arbeitsverhältnisses – etwa durch einen Aufhebungsvertrag – die für den Arbeitgeber geltende Kündigungsfrist nicht eingehalten und eine Abfindung gezahlt wird, dann führt dies in der Regel zum Ruhen des Anspruchs auf Arbeitslosengeld und zum Eintritt einer Sperrzeit. In der Vergangenheit wurde oft versucht, die Sperrzeit durch einen Abwicklungsvertrag zu umgehen.

## Rechtslage in Österreich
In Österreich gibt es unterschiedliche Kündigungsfristen, je nachdem, ob es sich bei den Arbeitnehmern um Angestellte oder Arbeiter handelt. Für erstere kommt das Angestelltengesetz (AngG) zur Anwendung, für letztere das Allgemeine Bürgerliche Gesetzbuch (ABGB) aus dem Jahre 1812.
Das ABGB bestimmt dazu:
§ 1159a. (1) Wenn ein Dienstverhältnis, das Dienste höherer Art zum Gegenstande hat, die Erwerbstätigkeit des Dienstnehmers hauptsächlich in Anspruch nimmt und schon drei Monate gedauert hat, so ist ohne Rücksicht auf die Art der Bemessung des Entgelts eine mindestens vierwöchentliche Kündigungsfrist einzuhalten.
§ 1159b. In allen anderen Fällen kann das Dienstverhältnis unter Einhaltung einer mindestens vierzehntägigen Kündigungsfrist gelöst werden.
§ 1159c. Die Kündigungsfrist muß immer für beide Teile gleich sein. Wurden ungleiche Fristen vereinbart, so gilt für beide Teile die längere Frist.
Für Angestellte beträgt die Kündigungsfrist laut § 20/2 AngG auf Seiten des Dienstgebers:
ab Beginn des Dienstverhältnisses 6 Wochen
nach Vollendung des zweiten Dienstjahres 2 Monate
nach Vollendung des fünften Dienstjahres 3 Monate
nach Vollendung des fünfzehnten Dienstjahres 4 Monate
nach Vollendung des fünfundzwanzigsten Dienstjahres 5 Monate
Arbeitsverhältnisse von Angestellten enden immer zum Ende eines Quartals, sofern dienstvertraglich nichts anderes vereinbart wurde.
Befristete Dienstverhältnisse können durch Kündigung nur dann gelöst werden, wenn das ausdrücklich im Dienstvertrag vereinbart wurde.

## Rechtslage in der Schweiz
Nach der Probezeit gelten folgende gesetzliche Kündigungsfristen (Art. 335c OR):
- in der Probezeit (erster bis dritter Monat) 1 Woche
- im ersten Dienstjahr 1 Monat
- im zweiten bis neunten Dienstjahr 2 Monate
- in den Folgejahren 3 Monate

Diese Kündigungsfristen können durch einen Vertrag erhöht werden. Die Kündigungsfrist muss für Arbeitgeber und Arbeitnehmer gleich sein, ansonsten gilt die längere der beiden Fristen.